# Dichrostachys
Dichrostachys és un gènere de lleguminoses (família Fabaceae) conformat per espècies que solen tenir un port arbustiu (alguns cops arbres petits), espinosos o no, sense agullons. Conté 15 espècies de distribució tropical al Vell Món i Austràlia, la major part a Madagascar, una espècie introduïda a Amèrica es comporta com a invasiva en les Antilles. El nom taxonòmic és un constructe a partir dels mots grecs dis (dos), chroos (color) i στάχις (espiga), que agregat rememoren el doble color de les inflorescències.
Les fulles són bipinnades amb els folíols que poden ser pocs o nombrosos parells oposats, el raquis té glàndules. Tenen dos tipus de flors (heteromorfes) amb colors diferents reunides en una espiga, amb les flors basals estèrils i les apicals hermafrodites. Flores molt petites, pentàmeres, calze dentat, corol·la de pètals units a la base; en les flors fèrtils 10 estams lliures amb antera glandulósa, i en les flors estèrils són llargs i sense antera (estaminodis). Les espigues florals són axil·lars i poden ser solitàries o en glomèrusl. Els fruits són beines comprimides, allargades, retorçades i enrotllades, poden ser sinuoses. Són assegudes, agrupades en glomèruls. Les llavors no tenen aril, poden ser més o menys aplanades.

## Espècies
- Dichrostachys akataensis Villiers
- Dichrostachys arborescens (Benth.) Villiers
- Dichrostachys bernieriana Baill.
- Dichrostachys cinerea (L.) Wight i Arn.
- Dichrostachys dehiscens Balf. f.
- Dichrostachys dumetaria Villiers
- Dichrostachys kirkii Benth.
- Dichrostachys paucifoliolata (Scott-Elliot) Drake
- Dichrostachys richardiana Baill.
- Dichrostachys santapaui Sebast. i Ramam.
- Dichrostachys scottiana (Drake) Villiers
- Dichrostachys spicata (F. Muell.) Domin
- Dichrostachys tenuifolia Benth.
- Dichrostachys unijuga Baker
- Dichrostachys venosa Villiers